# Nadine Benoît
Pour les articles homonymes, voir Benoît.
Nadine Benoît (née le 20 août 1971) est une athlète mauricienne. 

## Biographie
Nadine Benoît est championne de Maurice du 100 mètres en 1990 et 1991 ainsi que du 200 mètres en 1991. Elle devient la première Mauricienne médaillée d'or sur 100 mètres aux Jeux des îles de l'océan Indien, lors de l'édition 1990 ; lors de ces Jeux, elles est également médaillée d'argent du relais 4 × 100 mètres.
Elle remporte la médaille de bronze du relais 4 × 400 mètres lors des Championnats d'Afrique d'athlétisme 1992.

## Palmarès
| Date | Compétition            | Lieu             | Résultat | Épreuve   | Temps         |
| ---- | ---------------------- | ---------------- | -------- | --------- | ------------- |
| 1992 | Championnats d'Afrique | Belle Vue Maurel | 3e       | 4 × 400 m | 3 min 42 s 68 |